# Беспалов, Алексей Николаевич
Алексей Николаевич Беспалов (25.02(10.03).1907, с. Губернское ныне Аргаяшского района — 19.04.1992, Челябинск) — советский государственный деятель, председатель Челябинского Исполнительного комитета в 1948—1952 годах.

## Биография
В 1920 году работал батраком у зажиточных крестьян. В 1934-1948 годах являлся заместителем секретаря парткома Карабашского медеплавильного завода, также был инструктором Кыштымского райкома ВКП(б), заведующим сектором пропаганды Челябинского обкома ВКП(б). В 1943-1948 годах работал в Челябинском городском комитете секретарём по пропаганде. В 1948 году окончил Челябинский государственный педагогический институт.
С 1948 по 1952 год являлся председателем Челябгорисполкома. С 1952 по 1954 год занимал должность 1-го секретаря горкома КПСС. В 1954-1976 годах являлся заместителем управляющего по кадрам треста «Челябметаллургстрой», начальником управления автотранспорта совнархоза, начальником Южно-Уральского территориального транспортного управления. Избирался депутатом областного совета. Делегат 19-го съезда КПСС.
Награждён орденами Ленина, Октябрьской Революции, Трудового Красного Знамени.